# Virtus.hu
A Virtus.hu egy 2005 és 2012 között működő szabad, mindenki által írható internetes újság volt, amelyet az olvasók szerkeszthettek egyéni ízlésük szerint.

## Alapelvei
A Virtus a következő alapelvekre épül:
1. A lapnak központi szerkesztősége nincsen, kizárólag az olvasók szerkesztik.
2. A lap minden olvasó számára más: a megjelenített cikkek az olvasó saját, illetve vele hasonló ízlésű más olvasók értékelései alapján kerülnek kiválasztásra.

## Története
A lap 2005 októberében indult. 2006 júniusáig közel 600 szerző több mint 3000 cikket írt. Ekkor a havi oldalletöltések száma 300 000, az egyedi látogatók száma pedig 10 000 körül mozgott.

## Virtus lapcsalád
A felhasználók a virtus.hu lapcsaládon belül saját lapot alapíthatnak és szerkeszthetnek.
A Virtus alapelve, hogy elvileg szerkesztősége nincs - a lapot főként az olvasók szerkesztik egy értékelési rendszer segítségével, ami alól a külön lapok kivételek, hiszen ott az adott lap "Főszerkesztője" dönti el, hogy a lapba milyen írásokat vesz fel és hogy kik írhatnak oda szerzőként.